# Chusquea
Chusquea är ett sydamerikanskt släkte av bambu. Chusquea ingår i familjen gräs.

## Bildgalleri

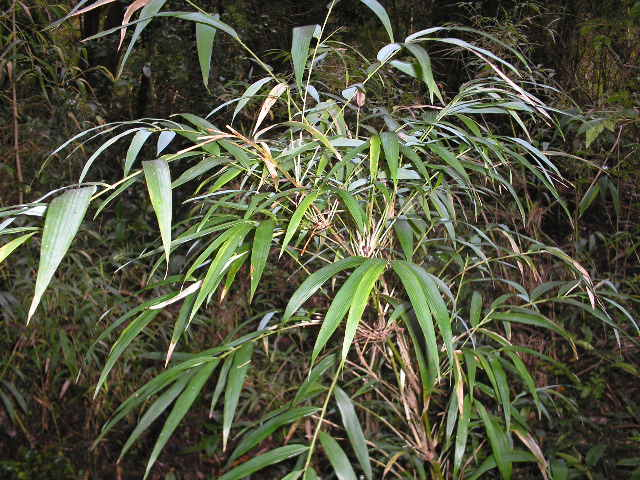

## Dottertaxa tillChusquea, i alfabetisk ordning[1]
- Chusquea abietifolia
- Chusquea acuminata
- Chusquea albilanata
- Chusquea amistadensis
- Chusquea anelythra
- Chusquea anelytra
- Chusquea anelytroides
- Chusquea angustifolia
- Chusquea annagardneriae
- Chusquea antioquensis
- Chusquea aperta
- Chusquea arachniformis
- Chusquea aspera
- Chusquea attenuata
- Chusquea baculifera
- Chusquea bahiana
- Chusquea bambusoides
- Chusquea barbata
- Chusquea bilimekii
- Chusquea bradei
- Chusquea caparaoensis
- Chusquea capitata
- Chusquea capituliflora
- Chusquea ciliata
- Chusquea circinata
- Chusquea coronalis
- Chusquea costaricensis
- Chusquea culeou
- Chusquea cumingii
- Chusquea decolorata
- Chusquea deficiens
- Chusquea deflexa
- Chusquea delicatula
- Chusquea depauperata
- Chusquea dombeyana
- Chusquea erecta
- Chusquea exasperata
- Chusquea falcata
- Chusquea fasciculata
- Chusquea fendleri
- Chusquea fernandeziana
- Chusquea foliosa
- Chusquea galeottiana
- Chusquea gigantea
- Chusquea glauca
- Chusquea gracilis
- Chusquea grandiflora
- Chusquea heterophylla
- Chusquea huantensis
- Chusquea ibiramae
- Chusquea inamoena
- Chusquea juergensii
- Chusquea lanceolata
- Chusquea latifolia
- Chusquea lehmannii
- Chusquea leonardiorum
- Chusquea leptophylla
- Chusquea liebmannii
- Chusquea ligulata
- Chusquea linearis
- Chusquea londoniae
- Chusquea longifolia
- Chusquea longiligulata
- Chusquea longipendula
- Chusquea longiprophylla
- Chusquea longispiculata
- Chusquea lorentziana
- Chusquea loxensis
- Chusquea maclurei
- Chusquea macrostachya
- Chusquea maculata
- Chusquea meyeriana
- Chusquea microphylla
- Chusquea mimosa
- Chusquea montana
- Chusquea mulleri
- Chusquea nelsonii
- Chusquea neurophylla
- Chusquea nudiramea
- Chusquea nutans
- Chusquea oligophylla
- Chusquea oxylepis
- Chusquea pallida
- Chusquea paludicola
- Chusquea parviflora
- Chusquea patens
- Chusquea perligulata
- Chusquea perotensis
- Chusquea peruviana
- Chusquea picta
- Chusquea pinifolia
- Chusquea pittieri
- Chusquea pohlii
- Chusquea polyclados
- Chusquea pulchella
- Chusquea purdieana
- Chusquea quila
- Chusquea ramosissima
- Chusquea renvoizei
- Chusquea repens
- Chusquea riosaltensis
- Chusquea scabra
- Chusquea scandens
- Chusquea sclerophylla
- Chusquea sellowii
- Chusquea serpens
- Chusquea serrulata
- Chusquea simpliciflora
- Chusquea smithii
- Chusquea sneidernii
- Chusquea spathacea
- Chusquea spencei
- Chusquea straminea
- Chusquea subtessellata
- Chusquea subtilis
- Chusquea subulata
- Chusquea sulcata
- Chusquea talamancensis
- Chusquea tarmensis
- Chusquea tenella
- Chusquea tenuiglumis
- Chusquea tessellata
- Chusquea tomentosa
- Chusquea tonduzii
- Chusquea tuberculosa
- Chusquea uliginosa
- Chusquea uniflora
- Chusquea urelytra
- Chusquea valdiviensis
- Chusquea wilkesii
- Chusquea windischii
- Chusquea virgata
- Chusquea vulcanalis